# ۵۱ (قمری)
۵۱ (قمری)، پنجاه و یکمین سال در گاهشماری هجری قمری است. اول محرم این سال برابر با بیست و یکم ژانویه سال ۶۷۱ میلادی است.

## رویدادها
- شروع بیعت با یزید بن معاویه

## زادگان
فاطمه بنت عبدالله بن علی

## درگذشتگان
- عثمان بن ابی‌العاص

- جعفر بن ابوسفیان بن الحارث بن عبدالمطلب

- سعید بن زید

- میمونه بنت حارث ، همسر پیامبر